# Worthington (Iowa)
Pour les articles homonymes, voir Worthington.
Worthington est une ville du comté de Dubuque, en Iowa, aux États-Unis. Elle est incorporée le 10 janvier 1893.

## Source de la traduction
- (en) Cet article est partiellement ou en totalité issu de l’article de Wikipédia en anglais intitulé « Worthington, Iowa » (voir la liste des auteurs).